# خوزه والدیوزو
خوزه والدیوزو (انگلیسی: José Valdiviezo؛ زادهٔ ۷ ژانویهٔ ۱۹۷۰) بازیکن فوتبال اهل آرژانتین است.
از باشگاه‌هایی که در آن بازی کرده‌است می‌توان به باشگاه ورزشی سن لورنسو آلماگرو اشاره کرد.